# Bélgica nos Jogos Olímpicos de Verão de 1992
A Bélgica participou dos Jogos Olímpicos de Verão de 1992 em Barcelona, Espanha.